# Гезаті
Гезаті (груз. გეზათი) — село в Грузії.
За даними перепису населення 2014 року в селі проживає 337 осіб.